# Siphocampylus hispidus
Siphocampylus hispidus är en klockväxtart som beskrevs av George Bentham. Siphocampylus hispidus ingår i släktet Siphocampylus och familjen klockväxter.
Artens utbredningsområde är Colombia. Inga underarter finns listade i Catalogue of Life.